# (34457) 2000 SW88
2000 SW88 (asteroide 34457) é um asteroide da cintura principal. Possui uma excentricidade de 0.04437450 e uma inclinação de 2.70332º.
Este asteroide foi descoberto no dia 24 de setembro de 2000 por LINEAR em Socorro.